# Stadion KS Promień w Żarach
Stadion KS Promień w Żarach – stadion piłkarski znajdujący się w Żarach. Na tym obiekcie rozgrywają mecze piłkarze Promienia Żary.

## Położenie
Stadion położony jest przy ulicy Zwycięzców w Żarach, w południowo-zachodniej części miasta. Obiekt okala zabudowa mieszkalna osiedla na Zatorzu, w dzielnicy Zatorze.

## Historia
Już przed II wojną światową w miejscu obecnego stadionu istniał plac sportowy. Stadion został zbudowany po II wojnie światowej i od początku służył piłkarzom Promienia Żary.
W 1965 roku rozegrano tutaj finał Pucharu Polski na szczeblu województwa zielonogórskiego z lat 1950–1975. W 1985, 1987 i 1988 roku finał Pucharu Polski na szczeblu województwa zielonogórskiego z lat 1975–1998, natomiast w 2002 roku na szczeblu województwa lubuskiego.
W sezonie 1965/1966 Pucharu Polski na szczeblu centralnym Promień Żary pokonał tutaj w 1/32 finału Zagłębie Wałbrzych – mecz przyciągnął 4000 widzów. Natomiast w sezonie 2003/2004 Pucharu Polski Promień rozegrał spotkanie z Górnikiem Zabrze w 1/16 finału, gospodarze przegrali 2:7, a mecz tak jak 38 lat wcześniej również zgromadził 4000 kibiców – pozostaje to rekordem frekwencji na stadionie Promienia.
12 września 2013 roku odbył się tutaj mecz towarzyski juniorskich reprezentacji Polski i Austrii do lat 16. Gospodarze przegrali 1:2, a mecz przyciągnął 2000 widzów.
Latem 2021 roku wyremontowano jedną z trybun stadionu – m.in. wymieniono 992 krzesełka

## Mecze reprezentacji Polski
| Rodzaj spotkania | Data spotkania   | Rywal Polski | Frekwencja | Wynik meczu | Strzelcy bramek dla Polski |
| ---------------- | ---------------- | ------------ | ---------- | ----------- | -------------------------- |
| MT U-16          | 12 września 2013 | Austria      | 2000       | 1:2 (1:2)   | Michał Domański            |